# 克拉斯諾戈羅德卡
49°23′10″N 30°40′48″E / 49.38611°N 30.68000°E
克拉斯諾霍羅德卡（烏克蘭語：Красногородка）是位於烏克蘭北部的村莊，由基辅州白采爾克瓦區的梅德文市鎮負責管轄。該村面積0.4平方公里，海拔高度193米，2001年人口129，人口密度每平方公里322.5人。